# Hans Jokl

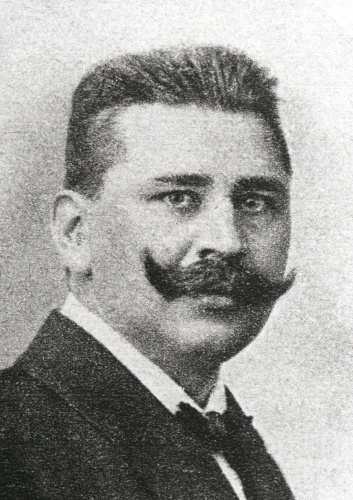
Hans Jokl

Hans Jokl (geboren 15. Dezember 1878 in Wien, Österreich-Ungarn; gestorben 3. Februar 1935 in Troppau (Opava)) war ein tschechoslowakischer sozialdemokratischer Politiker.

## Ausbildung und Beruf
Nach dem Besuch der Volksschule ging er an eine Handelsschule und lernte den Beruf des Handlungsgehilfen. Er war auch Redakteur der „Schlesischen Volkspresse“ in Troppau.

## Politische Funktionen
- 1911–1918: Abgeordneter des Abgeordnetenhauses im Reichsrat (XII. Legislaturperiode), Wahlbezirk Schlesien 9, Klub der deutschen Sozialdemokraten
- 1920–1925: Abgeordneter im tschechischen Parlament
- 1925–1935: Senator der Sozialdemokratischen Arbeiterpartei im tschechischen Parlament
- Obmann verschiedener gewerkschaftlicher und politischer Organisationen

## Politische Mandate
- 21. Oktober 1918 bis 16. Februar 1919: Mitglied der Provisorischen Nationalversammlung, SDAP